# یوبال دوئنیاس
یوبال دوئنیاس (اسپانیایی: Yobal Dueñas‎؛ زادهٔ ۴ مهٔ ۱۹۷۲) بازیکن بیسبال اهل کوبا بود.